# Daniela Hilpp
Daniela Hilpp (* 24. Oktober 1980 in Mühlacker) ist eine deutsche Radiomoderatorin. Hilpp moderiert seit 2012 bei SWR 3 das Format PUSH und SOUNDS früher PopUp.

## Leben und Wirken
Nach dem Abitur 2000 in Bretten machte Hilpp verschiedene Praktika, u. a. in Schwetzingen. Zunächst bei einer Konzertagentur und bei sunshine live, wo Hilpp ein Redaktionsvolontariat als Moderatorin absolvierte und danach bis 2004 als freie Moderatorin arbeitete. Bis 2007 arbeitete sie auch als freie Moderatorin bei Energy Stuttgart, wo sie die Redaktion und Moderation der Morning Show verantwortete. Im selben Jahr wechselte Hilpp zum SWR und moderierte bei DASDING die Morning Show. Seit 2012 arbeitet sie als Moderatorin und Redakteurin bei SWR3 für die Sendung PUSH, ehemals PopUp. Hilpp hat ein Kind und lebt in Baden-Baden.